# Anton Oven
Anton Oven, slovenski slavist, publicist, literarni zgodovinar, urednik in prešernoslovec, * 1905, Stranska vas pri Semiču, † 19. maj 1942.

## Življenje in delo
Oven se je po končani gimnaziji v Ljubljani nameraval vpisati na medicino, nazadnje pa se je odločil za slavistiko. V Pragi je študiral tudi češčino. Diplomiral je leta 1930 v Ljubljani. Istega leta jeseni je nastopil službo profesorja na Državni klasični gimnaziji v Mariboru. Naslednje leto je pri Tiskovni založbi v Mariboru izšla njegova knjiga o Mešku. 
Leta 1935 je Belokranjska knjižnica izdala drobno knjižico o Prešernu. Komaj je profesor Oven začel s službo na III. realni gimnaziji v Ljubljani, je bil prestavljen na II. realno gimnazijo in januarja 1936 spet v Maribor. Izvedel je, da ga imajo zaradi njegovih naprednih idej za komunista. Ko so ga na nekem sestanku omenili kot možnega kandidata za poslanca, so navzoči temu nasprotovali. Leta 1937 je začel izdajati nacionalistično revijo Mrtva straža (COBISS). Istega leta mu je Jugoslovansko-češkoslovaška liga v Ljubljani izdala učbenik češčine. V šolskem letu 1940/41 so ga premestili na gimnazijo v Ptuj, kjer je poučeval slovenščino in srbohrvaščino. 
V letu 1941 ga zaradi rahlega zdravja niso vpoklicali v vojsko. Ob prihodu nemških oboroženih sil je živel nekaj časa v ilegali, saj je izvedel, da so zanj razpisali denarno nagrado in da so po celem Ptuju obešeni plakati z njegovo sliko. Preoblečen v kmeta je zato s Ptuja pobegnil v Belo krajino. V drugi polovici leta 1941 naj bi bil posredno v stiku z ilegalno organizacijo Stara pravda, ki je nastala maja 1941, konec avgusta pa vstopila v OF. To je bila organizacija levo usmerjenih liberalnih izobražencev, ki jo je vodil dr. Črtomir Nagode. V tem času se je Oven ukvarjal tudi z zgodovinskimi in bodočimi mejami Slovenije in o tem tudi pisal.
Stara pravda, ustanovna članica OF, je bila pozneje izključena iz OF zaradi nasprotovanja Kidriču. Oven se je menda zbliževal s četniki Draže Mihajlovića, takrat zakonitega kraljevega predstavnika. Ker ni podprl komunistov in je kazal očitne težnje po organizaciji nekomunističnega odpora proti okupatorju, je bil neke noči odpeljan iz doma v partizansko taborišče na Brezovi Rebri, kjer je bil po mučenju umorjen. Uradna verzija je govorila o ustrelitvi ob poskusu pobega pred zaslišanjem. Po njegovi usmrtitvi je bilo vse njegovo imetje uničeno, tako da o njegovem početju ni nikakršnih otipljivih dokazov.